# Fuerza de Despliegue Rápido (Colombia)
La Fuerza de Despliegue Rápido (FUDRA) es un cuerpo de infantería ligera de asalto aéreo del Ejército Colombiano. Se caracteriza por tener la capacidad logística – única entre todos los cuerpos de infantería de las Fuerzas Militares Colombianas – de efectuar operativos militares con mucha rapidez en cualquier parte del territorio nacional de Colombia. 
Creada el 7 de diciembre de 1999 por el gobierno colombiano durante el proceso de modernización del Ejército Nacional, la FUDRA fue diseñada para llevar a cabo operaciones contrainsurgentes y antiterroristas. Inicialmente conformada por las brigadas móviles N°1, N°2, N°3, la brigada de fuerzas especiales, y la brigada de aviación, el cuerpo de infantería ha pasado a través de los años por varias transformaciones estructurales, y hoy en día la FUDRA se compone de cuatro unidades tácticas compuestas a su vez por Batallones de despliegue rápido y unidades de acción directa. Se considera que es el símbolo de la modernización del Ejército y de las Fuerzas Militares.
Dada la variedad geográfica de Colombia y el propósito estratégico de la unidad, la FUDRA tiene capacidad operacional en selvas, llanos, páramos y desiertos. Sus despliegues usualmente se llevan a cabo con el uso de helicópteros UH-60 Black Hawk y MI-17 de la Aviación del Ejército y de aeronaves de la Fuerza Aérea Colombiana.

## Historia
Fue creada el 7 de diciembre de 1999, por el entonces Presidente de la República Andrés Pastrana Arango. Al inicio compuesta por las Brigadas Móviles N°1, 2 y 3, la Brigada de Fuerzas Especiales y apoyo de la aviación del Ejército. Luego es desagregada la Brigada de Fuerzas Especiales y a partir de 2007 se incorporan las Brigadas Móviles N°7 y 10. 
Su primer objetivo fue liberar a Cundinamarca, especialmente a Bogotá del cerco que las FARC- EP le estaban tendiendo, esto se logró en la Operación Libertad Uno. Luego demostró su importancia con la Operación Gato Negro (febrero de 2001) en la cual atacó el frente 16 en las selvas del Guainía, la cual permitió tres meses después la captura del capo más buscado del Brasil, Fernandinho Beira-Mar.
Esta unidad ha participado en las operaciones más importantes de los últimos años que ha emprendido el Ejército Nacional como las operaciones Conquista, Tormenta, Berlín, Santuario, y la operación TH la cual permitió al gobierno colombiano recuperar los 42.000 km² de la llamada Zona de distensión. Una vez alcanzada la recuperación de las cabeceras de 5 municipios que conforman la Zona de Distensión, se lanza la “Campaña JM” y para su cumplimiento se conformó la Fuerza de Tarea Conjunta Omega, la cual cuenta con apoyo de unidades de la Armada Nacional y de la Fuerza Aérea.
Luego de casi 10 años vendría el golpe más importante a las FARC-EP hasta el 2010 con la Operación Sodoma en la cual se dio de baja al Mono Jojoy comandante del Bloque Oriental de las FARC-EP.

## Misión
La Fuerza de Despliegue Rápido, desarrolla operaciones ofensivas de combate irregular en la zona asignada por la Fuerza de Tarea Conjunta Omega para neutralizar el accionar de los grupos terroristas y sus cabecillas, precipitar su derrota, desvertebrar su infraestructura logística y recuperar el control en los ámbitos territorial e institucional.

## Visión
La Fuerza de Despliegue Rápido, se proyecta como la Unidad élite de choque de las Fuerzas Militares, entrenada y capacitada para desarrollar operaciones contundentes contra objetivos estratégicos del enemigo, para garantizar la tranquilidad y el orden constitucional.

## Comandantes
- General Carlos Alberto Fracica (1999-2001)
- General Hernando A. Ortiz Rodríguez (2001-2003)
- General Carlos Ovidio Saavedra Sáenz (2003-2004)
- General Alejandro Navas Ramos (2005-2006)
- General William Fernando Pérez Laiseca (2007)
- General Javier Alberto Flórez Aristizábal (2008)
- General Miguel Ernesto Pérez Guarnizo (2009-2010)
- General Luis Fernando Navarro Jiménez (2010-2012)
- General Carlos Alfonso Rojas Tirado (2012-2014)
- Brigadier General Juan Pablo Forero Tascón (2014 - actualmente)

## Unidades
Cada FUDRA se compone por un batallón de acción directa, tres batallones de despliegue rápido más una compañía de ASPC y cualquier otra unidad o equipo que pueda necesitar durante su despliegue en el área de operaciones
- FUDRA No 1
- FUDRA No 2
- FUDRA No 3
- FUDRA No 4